# Reschke Fernsehen
Reschke Fernsehen ist eine deutsche politisch-satirische Fernsehsendung der Journalistin und Moderatorin Anja Reschke. Die Sendung wird seit Februar 2023 auf den öffentlich-rechtlichen Sendern Das Erste, One, 3sat, NDR Fernsehen und tagesschau24 ausgestrahlt.

## Konzept
Jede Sendung hat einen Gast, der als Sidekick für die Moderatorin fungiert (u. a. Uwe Ochsenknecht, Heinz Strunk, Esther Schweins, Peter Lohmeyer, Michael Kessler, Gisa Flake, Ralf Moeller, Ingolf Lück, Sebastian Krumbiegel). Die Sendung wird beim NDR in Hamburg produziert und jährlich mit 10–12 Ausgaben in drei bis vier Staffeln gesendet. Die Sendung läuft neben anderen Comedy- und Satireformaten wie Die Carolin Kebekus Show, Inas Nacht oder Das Gipfeltreffen am Donnerstagabend um 23.35 Uhr im Ersten.

## Namensgebung
Am 18. Januar 2016 in Folge 501 der Fernsehsendung hart aber fair: Frisierte Polizeiberichte, bevormundete Bürger – darf man bei uns noch alles sagen? diskutierten Alexander Gauland, Anja Reschke, Katrin Göring-Eckardt, Claus Strunz und Sebastian Krumbiegel über die Frage der Presseunabhängigkeit in Bezug vor allem auf die europäische Flüchtlingskrise 2015/2016 und die Ausschreitungen der Silvesternacht 2015 in Köln. In der Sendung bezichtigte Gauland die öffentlich-rechtlichen Rundfunkanstalten der Verbreitung von Propaganda. Symbolbildlich für die ARD, das ZDF und die Dritten Programme standen für ihn hiermit die Sendung Panorama und deren Moderatorin Anja Reschke. Im Wortlaut:

„Ich glaube, dass in der Flüchtlingskrise ganz am Anfang das öffentlich-rechtliche Fernsehen schlichtweg Propaganda pro Flüchtlinge gemacht hat. Ich bin dann auch sehr viel schärfer ins Gericht gegangen, ich hab das nicht Pinocchio-Fernsehen genannt, sondern ich hab das mal – Entschuldigung, gnädige Frau – Reschke-Fernsehen genannt.“

Diese ursprünglich negativ gemeinte Formulierung wurde dann satirisch als Titel der Sendung verwendet. Zuvor war auch der Name Achtung, Reschke! im Gespräch gewesen, da aber im Juli 2022 Julian Reichelt den YouTube-Kanal Achtung, Reichelt! gründete, wurde die Idee ob der sprachlichen Parallele wieder verworfen.

## Rezeption
Die erste Episode der ersten Staffel wurde von den Medien größtenteils zurückhaltend behandelt; verschiedene Rezensenten beobachteten zudem eine Ähnlichkeit zu Jan Böhmermanns Sendung ZDF Magazin Royale.
Jenni Zylka äußerte im Deutschlandfunk:

„Obwohl Reschke eifrig versucht, ihre Version des fidel-zynischen, redaktionell abgesicherten böhmermann’schen Plaudertons zu finden – überzeugend wirkt sie vor allem bei den Fakten. Es ist, als ob sie sich durch einen Humor quält, der doch nicht ganz der ihre ist. Oder, als ob sie einen Witz erzählen will, aber heraus kommt eine Zeitungsmeldung. […] Das Debüt von Reschke Fernsehen ist also nicht unangenehm oder peinlich, und wichtig sind die investigativen Recherchen allemal; dass die humor-, satire- und showverwöhnten Wunschzuschauer*innen dabei kichernd vom Sofa kugeln, ist allerdings unwahrscheinlich; die anderen, die zum Lachen in den Keller gehen und dabei die FAZ mitnehmen, denen ist es dagegen vermutlich zu albern.“

Auf DWDL.de hieß es:

„So gerieten die 30 Minuten fast zum Best-Of von Gags und Witzen, die Norddeutsche nunmal über Bayern machen. Das kann man machen, wenn man seine erste Staffel mit einem Mix aus Altbekanntem eröffnen will – die Frage ist nur: Braucht man dafür dann eine solche Sendung? Denkt man daran, was eigentlich versprochen wurde – das war im Kern das Entstehen einer satirischen Recherche-Sendung – blieb ‚Reschke Fernsehen‘ leider zum Auftakt noch zu blass und ohne wirklichen Aha-Effekt. […] Viel Neues bietet ‚Reschke Fernsehen‘ schon deshalb nicht, weil Ausschnitte, in denen etwa gegen ‚Monstertrassen‘ protestiert wird, mittlerweile satte acht Jahre alt sind – und somit mit dem aktuellen politischen Geschehen (auch im Freistaat) kaum mehr etwas zu tun haben.“

Quotenmeter.de konstatierte, dass die Sendung „zwar (noch) kein Coup“ sei, „aber eine satirische Zusammenfassung von Informationen – und das auch noch unterhaltsam“. Daland Segler von der Frankfurter Rundschau war außerdem dafür, die Sendung „bissiger“ oder „sperriger“ zu gestalten.

## Rechtsstreit mit Julian Reichelt
Im Mai 2023 entschied das Landgericht Hamburg, dass elf Passagen (einschließlich des titelgebenden Zitats) über Julian Reichelt aus der dritten Folge, die ihn in unzulässiger Weise in seinem allgemeinen Persönlichkeitsrecht verletzten, unzulässig sind. Es ging darin unter anderem um angeblichen Drogenkonsum am Arbeitsplatz, für den das Gericht keine ausreichenden Indizien sah. Der NDR entfernte die Folge kurzzeitig aus der ARD-Mediathek. Der NDR schwärzte bzw. übertönte die entsprechenden Ausschnitte in der Mediathek, stellte die Folge wieder online und betonte in einer Pressemitteilung, dass das Gericht die zentralen Punkte der Berichterstattung – Äußerungen über Machtmissbrauch durch Reichelt und die Weitergabe von Informationen während des Compliance-Verfahrens – für zulässig halte.

## Episodenliste und Einschaltquoten

### Staffel 1
Zwischen dem 2. Februar 2023 und dem 2. März 2023 wurde die erste Staffel Reschke Fernsehen jeden Donnerstag um 23:30 Uhr in der ARD und ab 18 Uhr in der ARD-Mediathek ausgestrahlt.
Die Premiere der Sendung fiel nur mittelmäßig aus, DWDL.de nannte die Quote „ordentlich“. So wollten gerade einmal 0,15 Millionen Zuschauer der werberelevanten Zielgruppe im Alter von 14 bis 49 die Premierenepisode sehen, was einem prozentualen Anteil von unterdurchschnittlichen 5,7 % entspricht. Beim älteren Gesamtpublikum waren es immerhin 1,35 Millionen Zuschauer, die einer Quote von immerhin 12,0 % entsprachen. Die absoluten Quoten fielen bereits in der darauffolgenden Woche und blieben kontinuierlich sinkend, bzw. konstant niedrig und pendelten sich unter der Marke von einer Million Zuschauern ein. 9,2 % Marktanteil gesamt, bei 0,16 Millionen jungen Menschen bei Ausstrahlung der vorerst letzten, fünften, Folge wurde als „suboptimal“ bezeichnet, zudem eine Ausbaubarkeit dieser konstatiert.
Werte in Klammern für nachträglich nach zeitversetztem Sehen gewichtete Quoten.
| Nr. (ges.) | Nr. (St.) | Titel                                                             | Datum der Erstausstrahlung | Gast              | Zuschauer gesamt      | Zuschauer 14–49 Jahre | Quote gesamt  | Quote 14–49 Jahre | Quellen                 |
| ---------- | --------- | ----------------------------------------------------------------- | -------------------------- | ----------------- | --------------------- | --------------------- | ------------- | ----------------- | ----------------------- |
| 1          | 1         | Ego-Land Bayern: So zieht die CSU uns alle ab                     | 2. Feb. 2023               | Günther Beckstein | 1,35 Mio.             | 0,15 Mio.             | 12,0 %        | 5,7 %             | [ Quote 2 ] [ Quote 3 ] |
| 2          | 2         | Macht und Sexismus: It's a match!                                 | 9. Feb. 2023               | Susanne Daubner   | 0,91 Mio.             | 0,13 Mio.             | 9,9 %         | 6,8 %             | [ Quote 4 ]             |
| 3          | 3         | Vorwurf Machtmissbrauch: Die Akte Julian Reichelt (a)             | 16. Feb. 2023              |                   | 1,00 Mio. (1,09 Mio.) | 0,11 Mio. (0,17 Mio.) | 9,0 % (9,4 %) | 4,3 % (6,1 %)     | [ Quote 1 ]             |
| 4          | 4         | Gefälschte Tagebücher: So gefährlich war der Hitler-Fake wirklich | 23. Feb. 2023              | Uwe Ochsenknecht  | 0,87 Mio.             | nicht gemessen        | 7,9 %         | 6,7 %             | [ Quote 5 ]             |
| 5          | 5         | Schmutzige TÜV-Deals: Schattenseiten deutscher Gründlichkeit      | 2. März 2023               |                   | 0,93 Mio.             | 0,16 Mio.             | 9,2 %         | 7,1 %             | [ Quote 8 ]             |

### Staffel 2
Zwischen dem 1. und 15. Juni 2023 wurde die zweite Staffel ausgestrahlt.
| Nr. (ges.) | Nr. (St.) | Titel                                                             | Datum der Erstausstrahlung | Gast                 | Zuschauer gesamt | Zuschauer 14–49 Jahre | Quote gesamt | Quote 14–49 Jahre | Quellen      |
| ---------- | --------- | ----------------------------------------------------------------- | -------------------------- | -------------------- | ---------------- | --------------------- | ------------ | ----------------- | ------------ |
| 6          | 1         | Der Kampf ums Klima: Wie uns die Öl-Industrie belügt              | 1. Juni 2023               |                      | 0,81 Mio.        | 0,09 Mio.             | 8 %          | 4,3 %             | [ Quote 9 ]  |
| 7          | 2         | Reich und radikal: Wie Millionäre den Staat bekämpfen             | 8. Juni 2023               | Sebastian Krumbiegel | 0,75 Mio.        | nicht messbar         | 7,0 %        | 3,4 %             | [ Quote 10 ] |
| 8          | 3         | Faildiagnose beim Arzt: Die gefährliche Gleichbehandlung der Frau | 15. Juni 2023              | Bernhard Bettermann  | 0,70 Mio.        | nicht messbar         | 7,5 %        | 5,2 %             | [ Quote 11 ] |

### Staffel 3
Zwischen dem 2. und 23. November 2023 wurde die dritte Staffel ausgestrahlt.
| Nr. (ges.) | Nr. (St.) | Titel                                                                | Datum der Erstausstrahlung | Gast            | Zuschauer gesamt | Zuschauer 14–49 Jahre | Quote gesamt | Quote 14–49 Jahre | Quellen      |
| ---------- | --------- | -------------------------------------------------------------------- | -------------------------- | --------------- | ---------------- | --------------------- | ------------ | ----------------- | ------------ |
| 9          | 1         | Kanzler Scholz: der Unsozialdemokrat                                 | 2. Nov. 2023               |                 | 0,61 Mio.        | nicht messbar         | 6,2 %        | 4,0 %             | [ Quote 12 ] |
| 10         | 2         | Lobbyismus für Besserverdienende: Die Show vom Bund der Steuerzahler | 9. Nov. 2023               | Ingolf Lück     |                  |                       |              |                   |              |
| 11         | 3         | Spritzenmäßige Geschäfte: Junge Frauen beim Beautydoc                | 16. Nov. 2023              | Michael Meziani |                  |                       |              |                   |              |
| 12         | 4         | Psychotricks: Die bizarre Show der Life-Coaches                      | 23. Nov. 2023              | Heinz Strunk    |                  |                       |              |                   |              |

### Staffel 4
Im Februar 2024 wurde die vierte Staffel ausgestrahlt.
| Nr. (ges.) | Nr. (St.) | Titel                                                       | Datum der Erstausstrahlung | Gast            | Zuschauer gesamt | Zuschauer 14–49 Jahre | Quote gesamt | Quote 14–49 Jahre | Quellen |
| ---------- | --------- | ----------------------------------------------------------- | -------------------------- | --------------- | ---------------- | --------------------- | ------------ | ----------------- | ------- |
| 13         | 1         | Fatshaming war gestern: Diskriminierung einfach wegspritzen | 8. Feb. 2024               | Gisa Flake      | 0,96 Mio.        |                       | 0,9 %[sic!]  | 6,9 %             | [ 15 ]  |
| 14         | 2         | Die Macht der Schufa: Wer stoppt die Datensammler?          | 15. Feb. 2024              | Justine Hauer   | 1,12 Mio.        | 0,28 Mio.             | 11,5 %       | 11,8 %            | [ 16 ]  |
| 15         | 3         | Teure „Idiotentests“: Das Geschäft mit der MPU              | 22. Feb. 2024              | Esther Schweins | 0,85 Mio.        |                       | 8,6 %        | 6,6 %             | [ 17 ]  |

### Staffel 5
Im April und Mai 2024 lief die fünfte Staffel der Sendung.
| Nr. (ges.) | Nr. (St.) | Titel                                                     | Datum der Erstausstrahlung | Gast                       |
| ---------- | --------- | --------------------------------------------------------- | -------------------------- | -------------------------- |
| 16         | 1         | Alles für die Traumhochzeit: Wozu wir wirklich „Ja“ sagen | 25. Apr. 2024              |                            |
| 17         | 2         | Werbung ohne Pause: Wie Außenwerbung unsere Städte kapert | 2. Mai 2024                | Markus Majowski            |
| 18         | 3         | Hai-Killer: So zerstören wir das Meer                     | 16. Mai 2024               | Ralf Moeller               |
| 19         | 4         | Frontex: Teures Scheitern an Europas Grenzen              | 23. Mai 2024               | Hendrik von Bültzingslöwen |

### Staffel 6
Im September 2024 zeigte Das Erste die sechste Staffel der Sendung.
| Nr. (ges.) | Nr. (St.) | Titel                                                      | Datum der Erstausstrahlung | Gast                               |
| ---------- | --------- | ---------------------------------------------------------- | -------------------------- | ---------------------------------- |
| 20         | 1         | Bürokratie-Blackout: Was tun gegen den Verwaltungskollaps? | 5. Sep. 2024               | Michael Kessler                    |
| 21         | 2         | Hunde Boom: Das Geschäft hinter den süßen Augen            | 12. Sep. 2024              | Fabian Nolte                       |
| 22         | 3         | West gegen Ost: Deutschland bei der Paartherapie           | 19. Sep. 2024              | Peter Lohmeyer, Katharina Spiering |

### Staffel 7
Im Januar, Februar und März 2025 lief die siebte Staffel der Sendung.
| Nr. (ges.) | Nr. (St.) | Titel                                                               | Datum der Erstausstrahlung | Gast                               |
| ---------- | --------- | ------------------------------------------------------------------- | -------------------------- | ---------------------------------- |
| 23         | 1         | President Elon Musk: Reich, Rechts, Radikal                         | 9. Jan. 2025               |                                    |
| 24         | 2         | Die Holz-Lobby: Volle Kassen, tote Wälder                           | 16. Jan. 2025              | Rufus Beck                         |
| 25         | 3         | Geheime Berichte: Staatsmilliarden für Berater                      | 27. Feb. 2025              | Ludger Bökelmann und Julia Richter |
| 26         | 4         | Liebespaar oder Lebensgefahr: Wie Gewalt Frauen bedroht             | 6. März 2025               |                                    |
| 27         | 5         | Der reichste Deutsche – Das dunkle Geheimnis hinter seinem Vermögen | 13. März 2025              | Michel Friedman                    |

### Staffel 8
| Nr. (ges.) | Nr. (St.) | Titel                                                      | Datum der Erstausstrahlung | Gast |
| ---------- | --------- | ---------------------------------------------------------- | -------------------------- | ---- |
| 28         | 1         | Gefährlicher Nazimüll: Kriegswracks vergiften unsere Meere | 17. Juli 2025              |      |
| 29         | 2         | Hauptsache hellhäutig: Die Sex-Strategie der AfD           | 24. Juli 2025              |      |

### Quote
1. 1 2
2. 1 2  Uwe Mantel: "Reschke Fernsehen" schlägt sich gut am späten Abend. In: DWDL.de. 3. Februar 2023, abgerufen am 24. Februar 2023.
3. 1 2  Mittelmäßige Premiere von „Reschke Fernsehen“. In: quotenmeter.de. 3. Februar 2023, abgerufen am 24. Februar 2023.
4. 1 2  «Bozen-Krimi» erreicht fast sechs Millionen Zuschauer. In: quotenmeter.de. 10. Februar 2023, abgerufen am 24. Februar 2023.
5. 1 2  Maue Rückkehr von „Der Kroatien-Krimi“. In: quotenmeter.de. 24. Februar 2023, abgerufen am 24. Februar 2023.
6. ↑  Timo Niemeier: Kebekus und Reschke bleiben bei Rückkehr eher blass. In: DWDL. 3. November 2023, abgerufen am 14. November 2023.